# Осипов, Осип Саакович
Осип Саакович Осипов (23 февраля 1923 года — 24 января 1993 года) — командир отделения сапёрного взвода 526-го стрелкового полка (89-я Таманская Краснознаменная ордена Красной Звезды стрелковая дивизия, 38-й стрелковый корпус, 33-я армия, 1-й Белорусский фронт), сержант, участник Великой Отечественной войны, кавалер ордена Славы трёх степеней.

## Биография
Родился в 1912 году в селе Тагавард ныне Ходжавендского района (Азербайджан) в крестьянской семье. Армянин.
В 1929 году окончил 5 классов. Работал плотником Краснобазарской промысловой артели.
С 1934 по 1936 год проходил действительную срочную службу в Красной Армии. Повторно призван 1 мая 1942 года Мартунинским РВК, Азербайджанская ССР, Нагорно-Карабахская АО, Мартунинский район. В Действующей армии с 8 августа 1942 года. Воевал на Закавказском и Северо-Кавказском фронтах, в составе  Отдельной Приморской армии, на 1-м Белорусском фронте. Принимал участие в битве за Кавказ, Донбасской, Крымской, Варшавско-Познанской и Берлинской наступательных операциях.
В боях под Новороссийском Краснодарского края в сентябре 1943 года сапёр красноармеец О. С. Осипов под огнем противника проделал несколько проходов в минных полях и проволочных заграждениях, чем обеспечил быстрый выход пехоты к переднему краю врага. Приказом командира полка награжден медалью «За отвагу».
5 декабря 1943 года севернее города Керчь (Крым) О. С. Осипов с двумя бойцами под минометным и пулеметным огнем противника, преодолев по-пластунски 150 метров, проделали проход в проволочном заграждении перед передним краем вражеской обороны.
Приказом командира 89-й стрелковой дивизии 89-й стрелковой дивизии генерал-майора Сафарян, Н. Г. от 26 декабря 1943 года красноармеец Осипов Осип Саакович награжден орденом Славы 3-й степени.
На подступах к городу Керчь 28 января 1944 года О. С. Осипов с товарищами под огнем противника навели мост через реку Катерлез. Артиллерийским огнем мост был разбит, а О. С. Осипов ранен в голову. После оказания медицинской помощи он включился в работу по восстановлению моста, обеспечив переправу 2-го стрелкового батальона.
Приказом командующего Отдельной Приморской армией генерал-лейтенанта К. С. Мельник от 9 июня 1944 года ефрейтор Осипов Осип Саакович награжден орденом Славы 2-й степени.
Особенно отличился в Берлинской наступательной операции 14 апреля 1945 года южнее города Франкфурт-на-Одере (земля Бранденбург, Германия) командир отделения Осипов со своими подчиненными проделал проход в минном поле противника, обезвредив 80 противотанковых и противопехотных мин. В ходе дальнейшего наступления его отделение проводило инженерную разведку и разминирование дорог, обеспечивая успешное продвижение стрелковых подразделений.
Указом Президиума Верховного Совета СССР от 15 мая 1946 года за образцовое выполнение боевых заданий командования в боях с немецко-фашистскими захватчиками на завершающем этапе Великой Отечественной войны сержант Осипов Осип Саакович награжден орденом Славы 1-й степени. Стал полным кавалером ордена Славы.
В уличных боях в Берлине с 28 апреля по 2 мая 1945 года отделение О. С. Осипова проводило разминирование завалов и улиц, способствуя продвижению подразделений своего полка. 2 мая 1945 года в бою на станции метро он огнём из личного оружия уничтожил немецкого солдата. Приказом командира полка награжден второй медалью «За отвагу».
В октябре 1945 года старший сержант О. С. Осипов демобилизован. Вернулся в родное село. Работал строителем. Старшина в отставке.
Умер в 2011 году.
Похоронен в селе Тагавард в Ходжавендский район Азербайджан. 

## Награды
- Орден Отечественной войны I степени (11.03.1985)[8]
- Орден Славы 1-й (15.05.1946)[6][2], 2-й (09.06.1944)[5] и 3-й (26.12.1943)[2][4] степеней

- медали, в том числе:
  - «За отвагу» (11.10.1943)[3].
  - «За отвагу» (07.05.1945)[7].
  - «За оборону Кавказа»(1.5.1944)[9].
  - «В ознаменование 100-летия со дня рождения Владимира Ильича Ленина» (6 апреля 1970)
  - «За победу над Германией» (9 мая 1945[10])[11].
  - «За взятие Берлина»(9.5.1945)[12].
  - «20 лет Победы в Великой Отечественной войне 1941—1945 гг.» (7 мая 1965[13])
  - «30 лет Победы в Великой Отечественной войне 1941—1945 гг.»[14]
  - Медаль «Сорок лет Победы в Великой Отечественной войне 1941-1945 гг.»[15]
  - «За освобождение Варшавы»(9.6.1945)[16][17]
  - «Ветеран труда»
  - «30 лет Советской Армии и Флота»[18]
  - «40 лет Вооружённых Сил СССР»[19]
  - «50 лет Вооружённых Сил СССР» (26 декабря 1967[20])
  - «60 лет Вооружённых Сил СССР» (28 января 1978[21])

- Знак «25 лет победы в Великой Отечественной войне» (1970)

## Память
- На могиле установлен надгробный памятник
- Его имя увековечено в Главном Храме Вооружённых сил России, и навсегда запечатлено на мемориале «Дорога памяти»